# Skrzynka (Lądek-Zdrój)

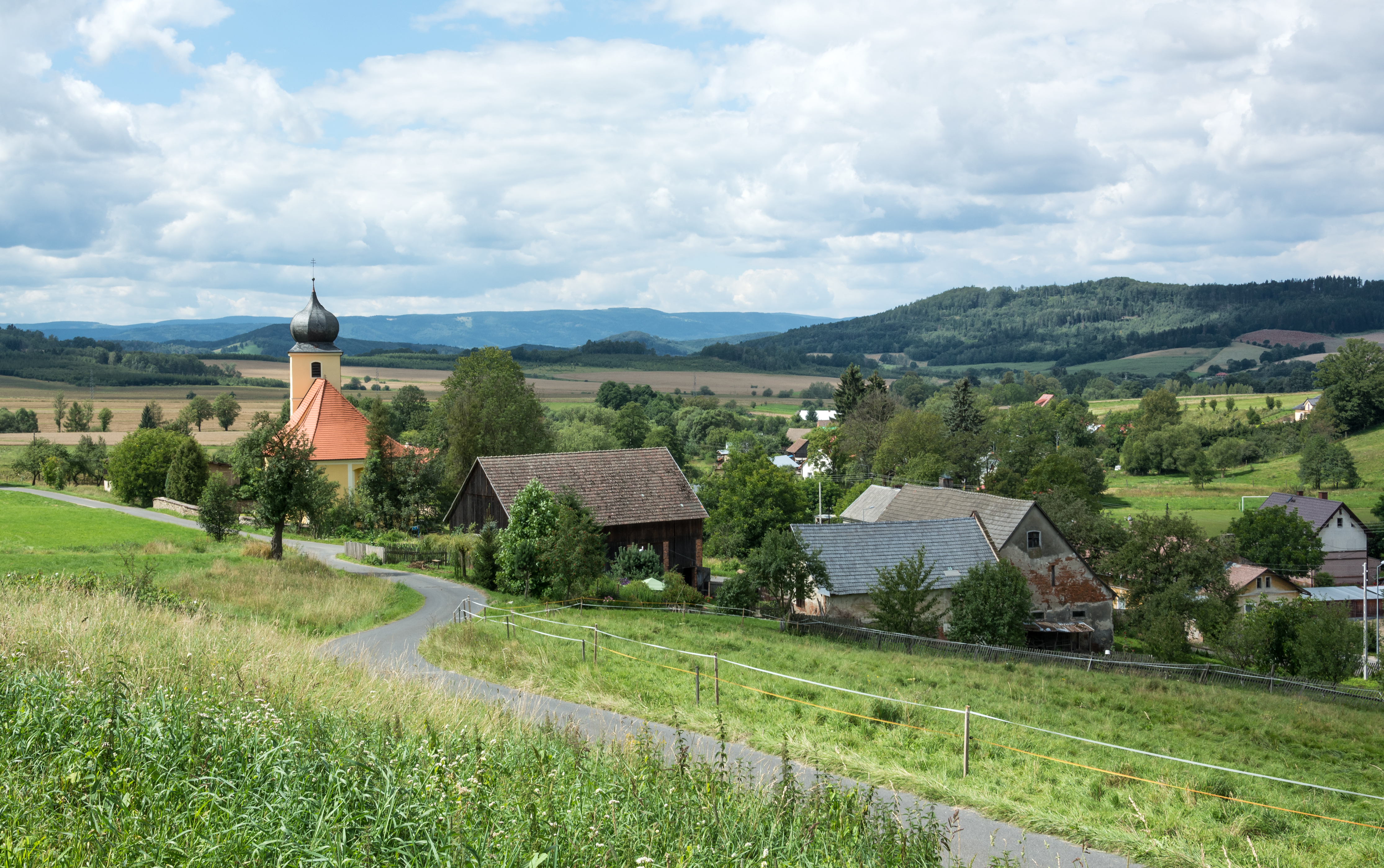
Gesamtansicht

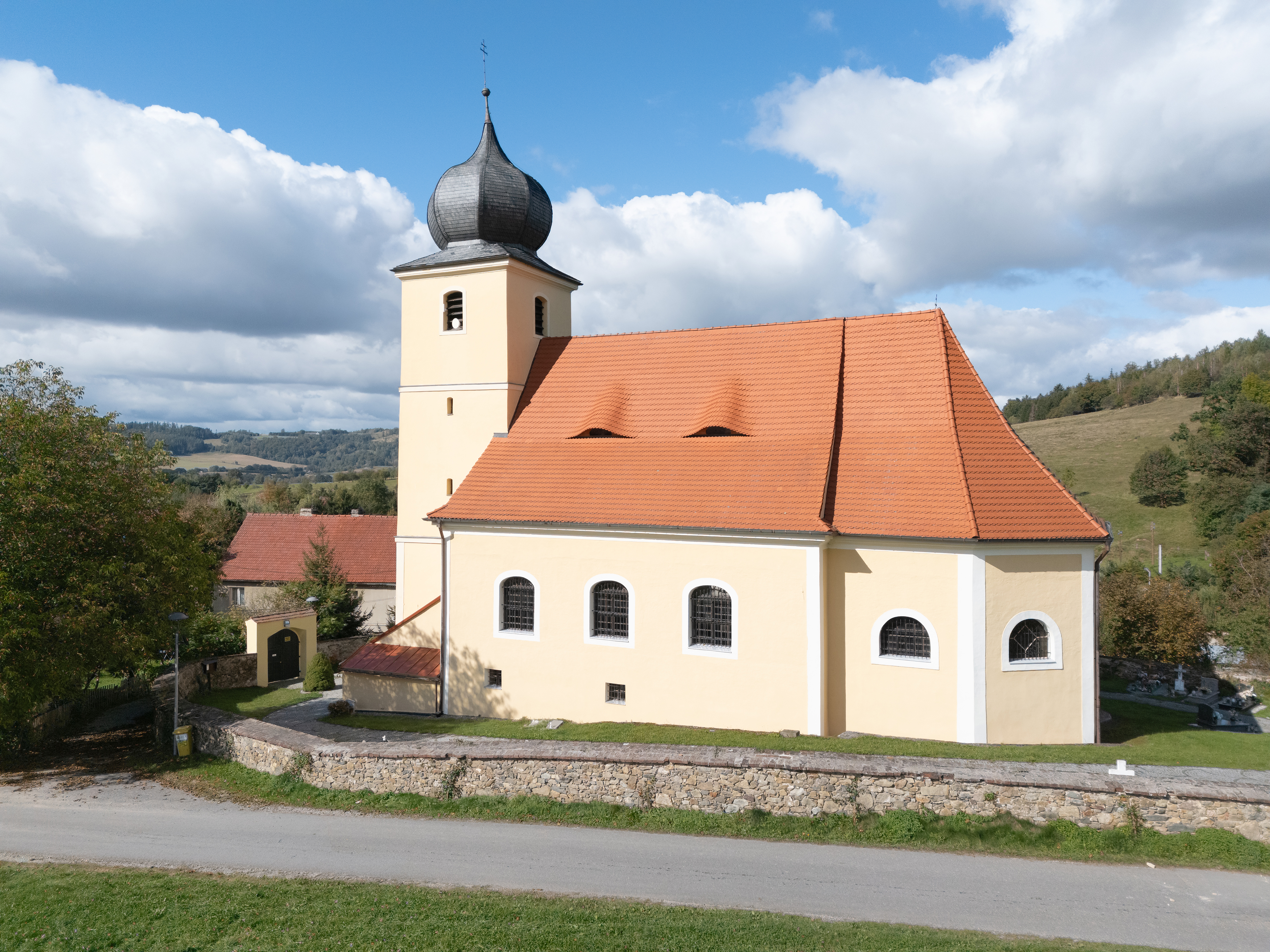
Kirche St. Bartholomäus

Ort in der Stadt- und Landgemeinde Lądek-Zdrój (Bad Landeck) im Powiat Kłodzki der Woiwodschaft Niederschlesien in Polen. Es liegt 13 Kilometer südöstlich von Kłodzko (Glatz). 

## Geographie
Skrzynka liegt im Osten des Glatzer Kessels in den westlichen Ausläufern des Reichensteiner Gebirges (polnisch Góry Złote). Nachbarorte sind Droszków (Droschkau) im Norden, Radochów (Reyersdorf) im Südosten, Trzebieszowice (Kunzendorf an der Biele) im Süden, Ołdrzychowice Kłodzkie (Ullersdorf) im Südwesten und Rogówek (Werdeck) im Nordwesten. Östlich erhebt sich die 697 m hohe Schalasterkoppe (Bzowiec).

## Geschichte
Skrzynka wurde erstmals 1353 als „Heynczindorf“ urkundlich erwähnt. Es gehörte zum Glatzer Land, mit dem es die Geschichte seiner politischen und kirchlichen Zugehörigkeit von Anfang an teilte. Für das Jahr 1384 ist es als Pfarrort belegt, und schon vor 1466 befand sich in Heinzendorf ein Freirichtergut. Ende des 16. Jahrhunderts gelangte Heinzendorf an die Grafen Wallis, die es mit ihrer Herrschaft Kunzendorf verbanden.
Nach dem Ersten Schlesischen Krieg 1742 und endgültig mit dem Hubertusburger Frieden 1763 fiel Heinzendorf zusammen mit der Grafschaft Glatz an Preußen. 1783 verkaufte Stephan Olivier von Wallis Heinzendorf zusammen mit seinen anderen Besitzungen in der Grafschaft Glatz dem Friedrich Wilhelm Graf von Schlabrendorf auf Hassitz und Stolz. Nach der Neugliederung Preußens gehörte es ab 1815 zur Provinz Schlesien und war zunächst dem Landkreis Glatz eingegliedert. 1818 wurde es dem neu gebildeten Landkreis Habelschwerdt zugeschlagen, der aus den Glatzer Distrikten Landeck und Habelschwerdt gebildet worden war und mit dem Heinzendorf bis 1945 verbunden blieb. 1874 wurde der Amtsbezirk Kunzendorf gebildet, zu dem die Landgemeinden Kunzendorf und Heinzendorf sowie die gleichnamigen Gutsbezirke gehörten. 1939 wurden 582 Einwohner gezählt.
Als Folge des Zweiten Weltkriegs fiel Heinzendorf 1945 wie fast ganz Schlesien an Polen und wurde in Skrzynka umbenannt. Die deutsche Bevölkerung wurde vertrieben. Die neu angesiedelten Bewohner waren zum Teil Heimatvertriebene aus Ostpolen, das an die Sowjetunion gefallen war. 1975 bis 1998 gehörte Skrzynka zur Woiwodschaft Wałbrzych (Waldenburg).

## Sehenswürdigkeiten
- Die ehemalige Pfarrkirche St. Bartholomäus (Kośćiół Św. Bartłomieja) ist jetzt Filialkirche von Trzebieszowice (Kunzendorf). Sie wurde vor 1591 an der Stelle einer gotischen Kirche errichtet und diente während der Reformation von 1571 bis 1623 als evangelisches Gotteshaus. Der Turm mit Zwiebelhaube stammt aus der ersten Hälfte des 18. Jahrhunderts. Der Hauptaltar mit Figuren der hl. Maria und anderen Heiligen von etwa 1650 ist farbig gefasst. Am Chor befindet sich eine zweigeschossige Patronatsloge.